# Ethel Barrymore
Ethel Barrymore (Philadelphia, 1879. augusztus 15. – Los Angeles, 1959. június 18.) Oscar-díjas amerikai színésznő.

## Fiatalkora
1879. augusztus 15-én született Philadelphiában egy színészcsalád gyermekeként. Édesapja Maurice Barrymore angol születésű híres színpadi színész, édesanyja Georgiana Drew színésznő volt. Testvérei a szintén színész John Barrymore és az Oscar-díjas Lionel Barrymore voltak. Római katolikus hit szerint nevelkedett. Eleinte koncert zongorista szeretett volna lenni, de végül a színpad varázslatos világa győzedelmeskedett felette.

## Pályafutása
1894-ben debütált a new york-i színpadon. Természetes tehetségével és kiváló adottságaival könnyen megformált bármely szerepet. Ezután egy kis időre Londonba utazott, ahol lehetőséget kapott Henry Irving-gel színpadra lépnie. 1901-ben visszatért New York-ba, ahol színre vitték Clyde Fitch Captain Jinks of the Horse Marines című darabját, ami meghozta neki a kezdeti elismerést. Ezek után számos darabban játszott főszerepet,úgy mint: Henrik Ibsen Nórájában,  A Doll's House és az Alice By the Fire című darabokban 1905-ben, a Mid-Channel című darabban 1910-ben vagy a Trelawney of the Wells című darabban 1911-ben, amelyek meghozták neki a népszerűséget. 1909-ben feleségül vette Russell Griswold Colt tőzsdeügynök, akitől három gyermeke született.
Bár a színpad volt a szerelme, mégis felfigyelt a filmvászon hívószavára, ahol 1914-ben forgatott The Nightingale című filmjével belopta magát a közönség szívébe. Végül ezen filmes korszakának 1919-ben véget kellett vetnie diadalmaskodó színpadi szerepei miatt. 
1930-ra középkorúvá érett és ezt filmes szerepeiben jól tudta kamatoztatni. Az 1932-es Raszputyin és a cárné kivételével (amiben testvéreivel játszott együtt), leginkább idős anyákat és nagymamákat, özvegyasszonyokat és aggszűzt nagynéniket alakított. 1940-ben Dél-Kaliforniába költözött. Barrymore szinte brillírozott a 40es és az 50es évek filmszerepeiben. Ezt mutatja, hogy a None but the Lonely Heart című filmért, ahol Cary Grant édesanyját alakította, meg is kapta a legjobb női mellékszereplőnek járó Oscar-díját. Ezután még feltűnt pár mozifilmben, mint az 1947-es The Farmer's Daughter című filmben, ahol Joseph Cotten melegszívű ám cinikus édesanyját alakította, az 1948-as Portrait of Jennie című filmben, ahol ugyancsak Joseph Cotten partnere volt, ám ezúttal egy szimpatikus műkereskedő szerepében. 1957 után visszavonult a filmezéstől.

## Halála
1959. június 18-án hunyt el Los Angelesben szív- és érrendszeri betegség következtében, a kelet Los Angeles-i Calvary Cemeteryben helyezték örök nyugalomra. A filmiparban betöltött helyének köszönhetően 1960-ban posztumusz csillaggal tüntették ki, a Hollywood-i Hírességek Sétányán.

## Fontosabb filmjei
- 1957 - Johnny Trouble - Katherine Chandler
- 1949 - Pinky - Miss Em
- 1948 - Portrait of Jennie - Miss Spinney
- 1947 - The Farmer's Daughter - Mrs. Morley
- 1947 - A Paradine-ügy (The Paradine Case) - Lady Sophie Horfield
- 1946 - Csigalépcső (The Spiral Staircase) - Mrs. Warren
- 1944 - None but the Lonely Heart - Ma Mott
- 1932 - Raszputyin és a cárné (Rasputin and the Emperess) - Alexandra Feodorovna
- 1917 - National Red Cross Pageant - Flanders
- 1917 - The Call of Her People - Egypt
- 1916 - The Aweking of Helena Ritchie - Helena Ritchie

## Fordítás
- Ez a szócikk részben vagy egészben  az   Ethel_Barrymore című angol Wikipédia-szócikk fordításán alapul.  Az eredeti cikk szerkesztőit annak laptörténete sorolja fel. Ez a jelzés csupán a megfogalmazás eredetét és a szerzői jogokat jelzi, nem szolgál a cikkben szereplő információk forrásmegjelöléseként.